# Viticulture à Chypre
La viticulture à Chypre est très certainement une des plus anciennes du monde méditerranéen comme l'attestent les découvertes archéologiques récentes. Le vin produit sur l'île entra très tôt dans la mythologie grâce à Aphrodite, native de Chypre, et à Dionysos, dieu du vin, dont les mosaïques à Paphos montrent l'importance du culte qui lui était porté. De plus l'île peut se targuer, avec la Commandaria de posséder la plus ancienne appellation au monde. Ce vin, découvert lors des croisades fut, tout au cours du Moyen Âge considéré comme le meilleur et le roi Philippe-Auguste le fit pape de sa cave. Devenu le royaume de la maison de Lusignan, Chypre pendant quatre siècles fut la plaque tournante du commerce entre l'Occident et les comptoirs d'Orient. Passée ensuite sous la domination de Venise, elle fut intégrée à l'empire ottoman de 1571 à 1878. Ce fut une période défavorable pour ses vins. Les Anglais ayant récupéré l'île aux Turcs, permirent un renouveau à la viticulture. Entre la première et la seconde guerre mondiale, le vin produit se vendit en vrac sans problème. La quantité prima sur la qualité, les quatre grandes unités de vinification de Chypre – the Big Four – privilégiant les gros rendements. Mais le goût des consommateurs au niveau mondial changea et il fut de plus en plus recherché des vins de qualité et de terroirs. La municipalité de Limassol eut une idée prémonitoire en créant, un an après l'indépendance de l'île le festival du vin, le 7 octobre 1961. Les gros producteurs durent, petit à petit, s'orienter vers la qualité. L'adhésion de Chypre à la Communauté européenne ne fit qu'accélérer le processus. Actuellement, ce sont 60 unités de production (caves coopératives et caves indépendantes) qui proposent aux nombreux touristes des vins de qualité et qui se tournent de plus en plus vers l'exportation.

## Histoire
L'origine de la viticulture à Chypre reste inconnue. La découverte, en 1999, près des côtes de l'île d'un vaisseau naufragé en 2300 av. J.-C. et transportant 2500 amphores de vin est le témoin d'une route commerciale, transitant par Chypre, entre la Grèce et l'Égypte.
Plus récemment, deux découvertes ont permis de découvrir une viticulture indigène. La première, faite près du village de Pyrgos, a été datée de l'âge du bronze (2500-2000 av. J.-C.), ont été mis au jour, un pressoir, une cave, et pots de cuivre contenant des pépins de raisins. La seconde découverte est à mettre à l'actif de Porphyrios Dikaios, un archéologue chypriote, conservateur du musée de Chypre. Il avait effectué des fouilles près du village de Erimi, entre 1932 et 1935, et exhumé, entre autres, des fragments de poterie qui furent stockés dans les arrière-salles du musée. Bien après la mort de l'inventeur, en 2005, ils ont été datés du Chalcolithique (entre 3 500-3 000 ans av. J.-C.). Dix-huit d'entre eux ont été examinés par une équipe d'archéologues italiens dirigée par Maria Rosaria-Belgiorno. Douze avaient conservé des traces d'acide tartrique (un composant de vin) prouvant qu'il y a 5500 ans, à Chypre, des vases ont été utilisés pour contenir du vin. 

Mosaïque chypriote à la gloire de Dionysos
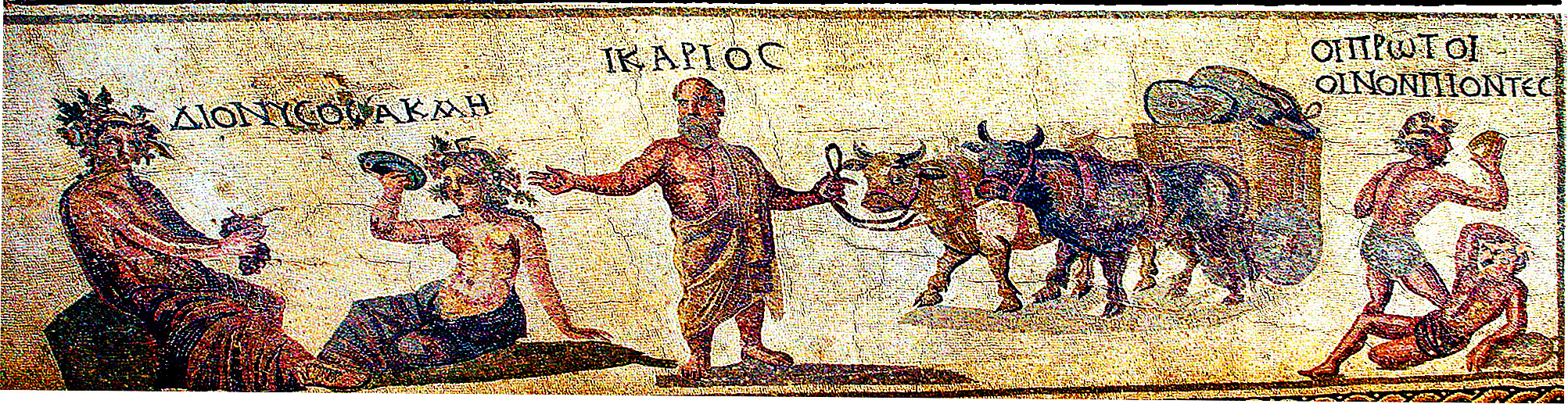

Ce qui tend à prouver que le vin de Chypre est, sans doute, un des plus anciens du monde méditerranéen. C'est aussi un véritable vin mythologique. Dionysos chérissait cette île pour ses vins. Quant à la déesse de l'amour Aphrodite, elle émergea des vagues de la mer à la péninsule d'Akamas située au nord-ouest du pays. Sous l'Antiquité, les célébrations de son culte étaient suivies par celles de Dionysos. Ces festivités, données en leur honneur, glorifiaient l'amour, la beauté et le vin. Connu dès l'Antiquité sous la dénomination de nama ou cyprus nama. Les mosaïques de sol avec des motifs de vin dans la ville portuaire de Paphos, sur la côte sud-ouest témoignent de cette ancienne culture du vin. Le géographe Strabon dans le livre 14, mentionne ces vins, de même que le poète grec Hésiode. Pline le naturaliste dans le livre 14, chapitre 7, les place dans une liste de vins précieux. Saint Grégoire parla de leur abondance et Aponius célébra leurs grappes de raisin.

Œnochés grecs et amphores romaines de Chypre
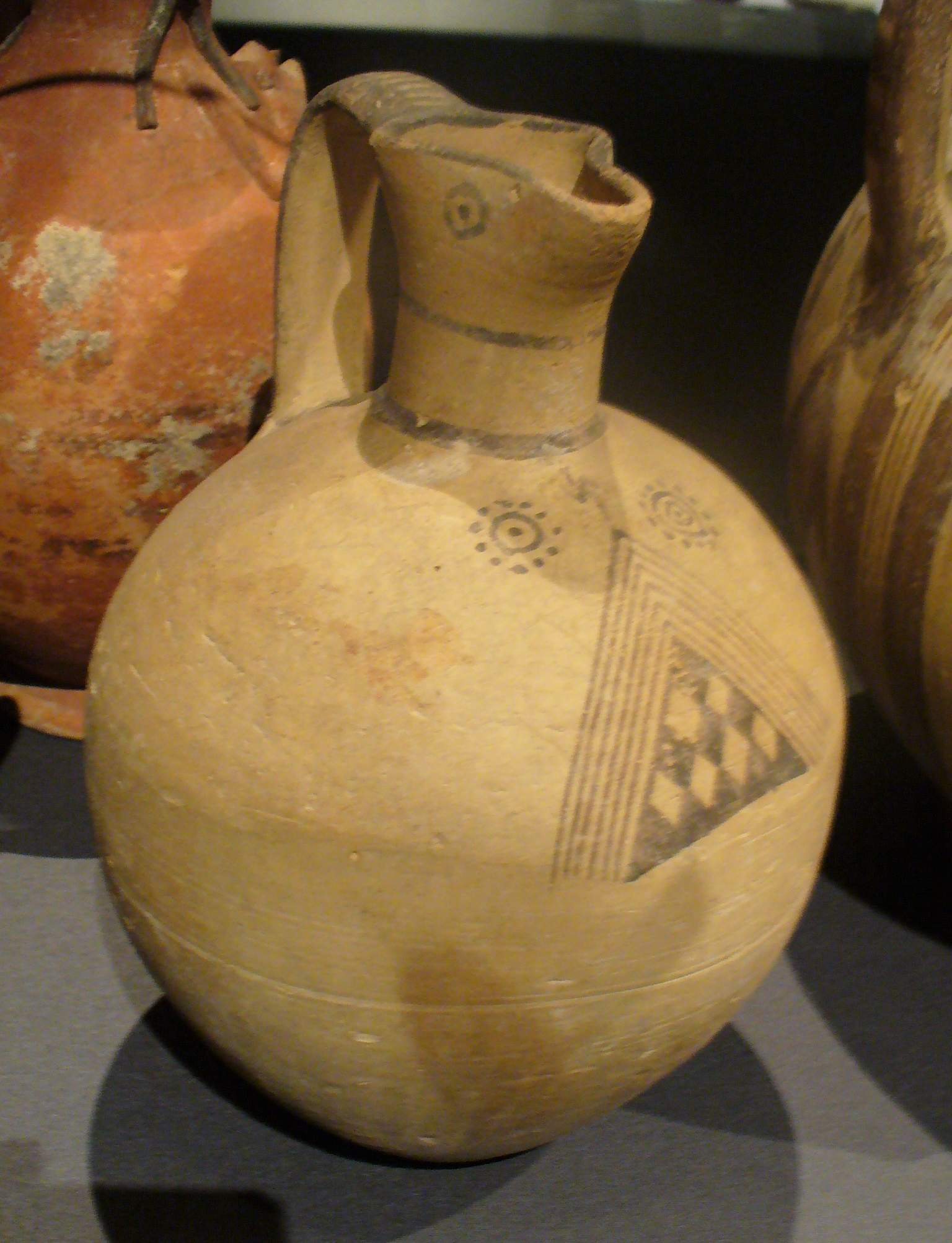
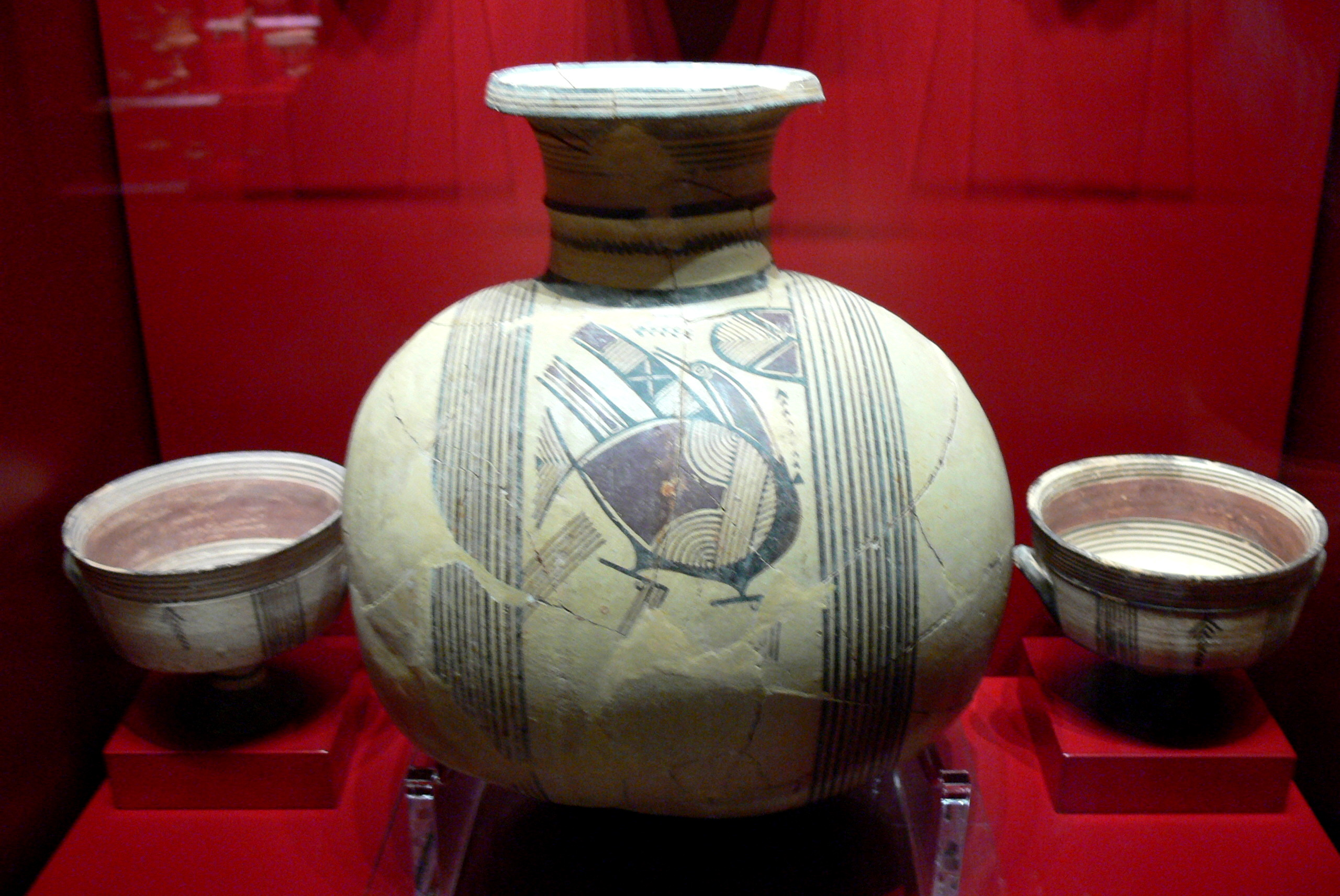
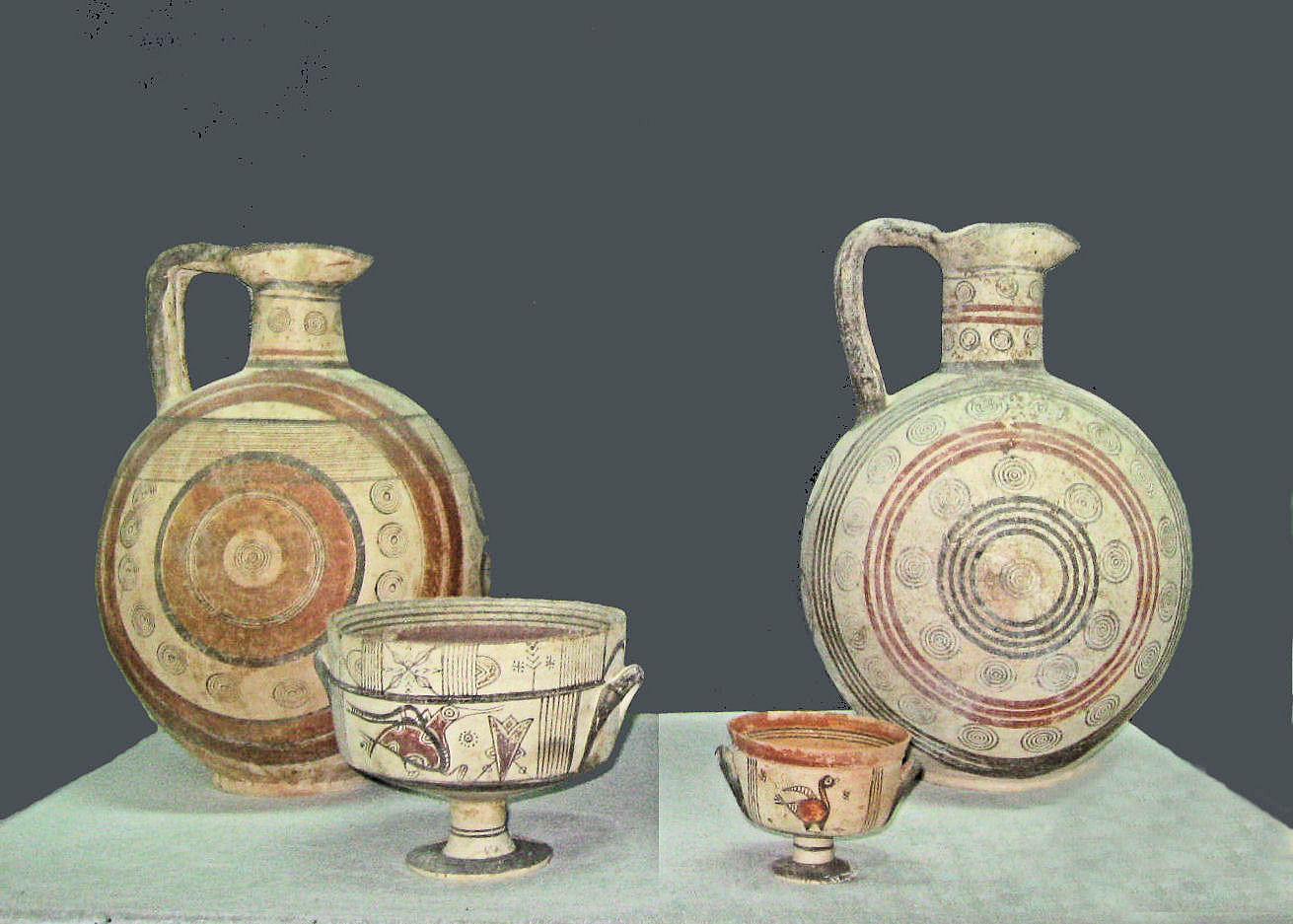
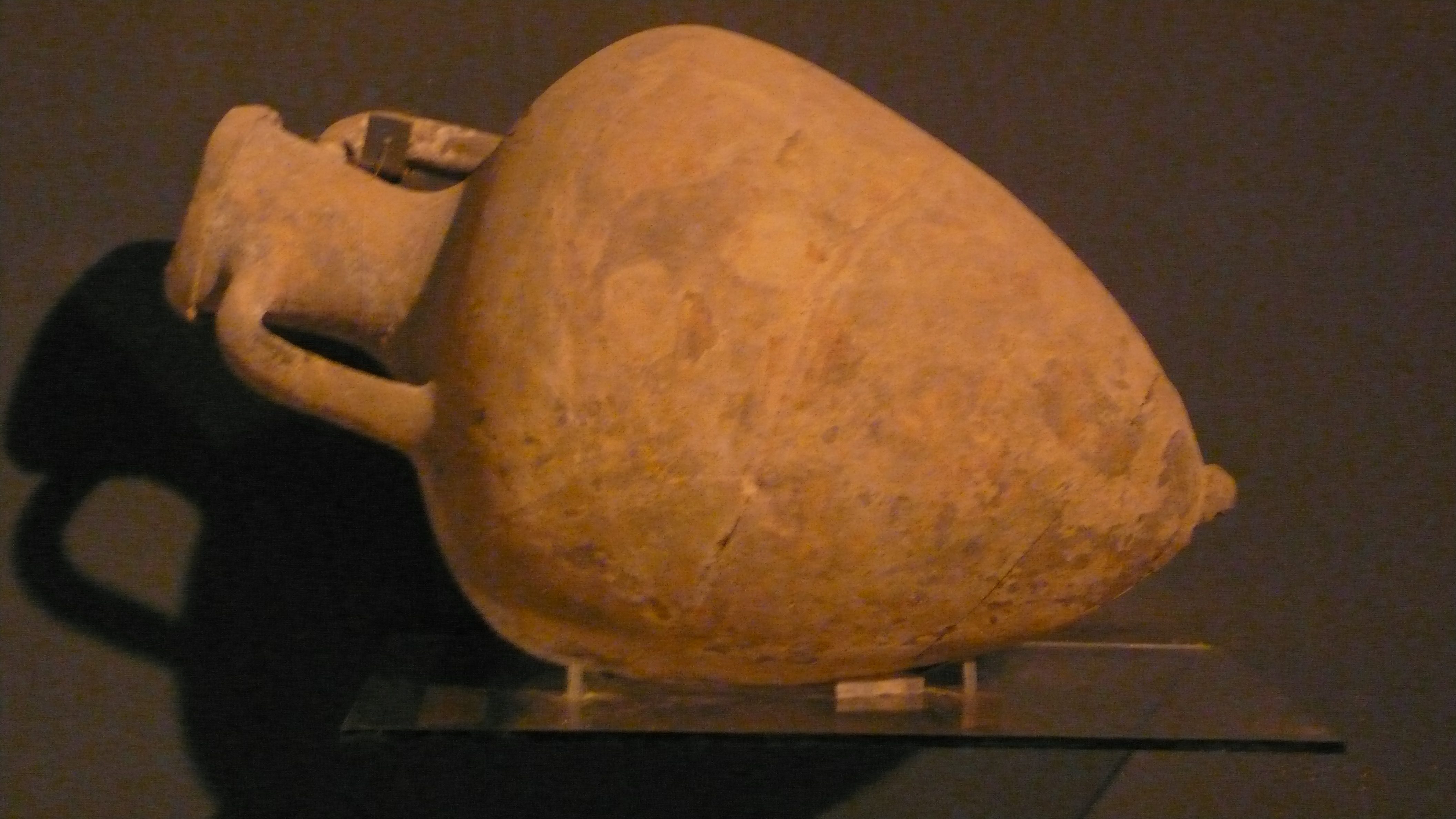
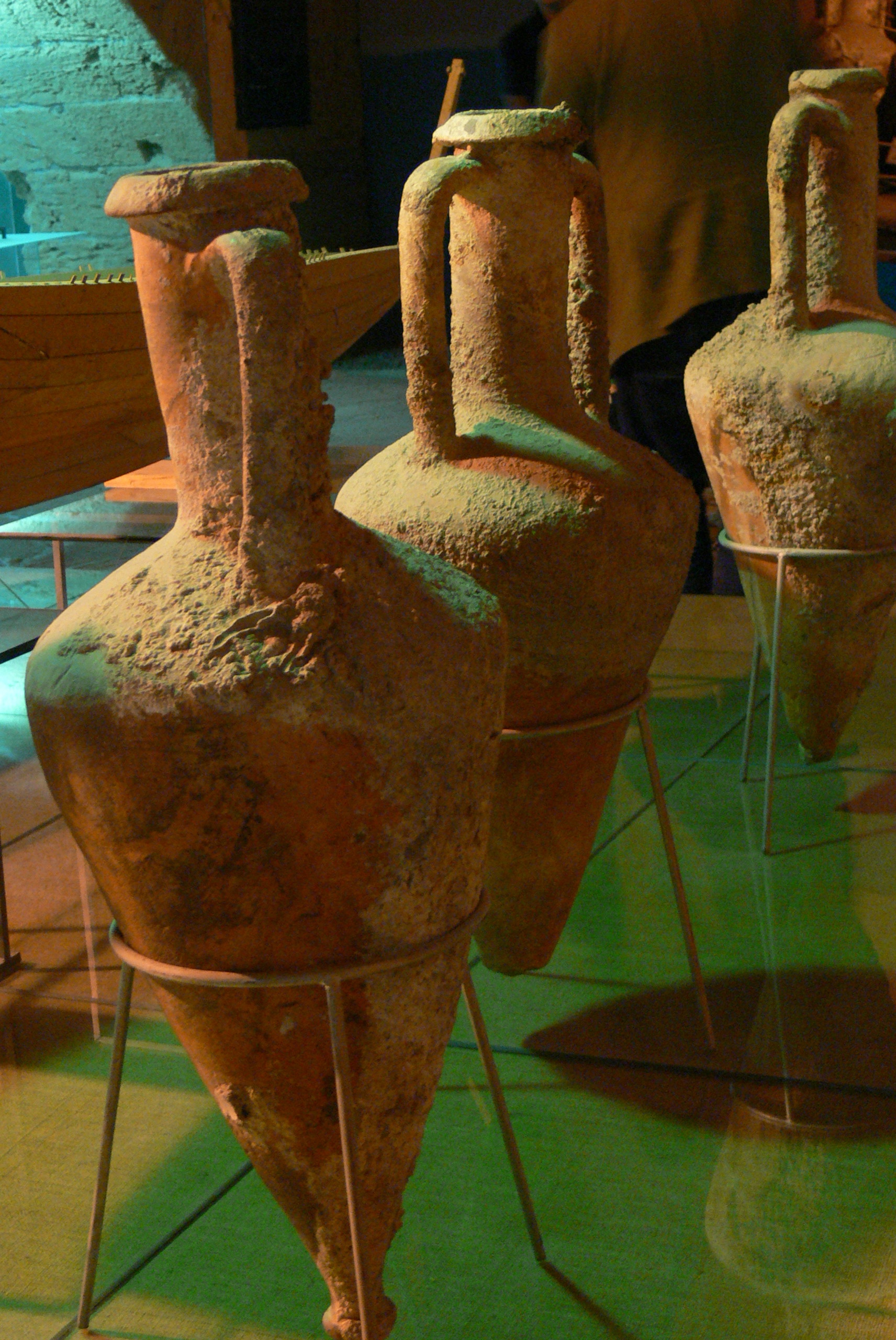

Quelques siècles plus tard, les Templiers et les Chevaliers de Saint-Jean-de-Jérusalem, se virent offrir l'île par Richard Cœur de Lion en 1191. Ces derniers gouvernèrent leurs fiefs à partir de commanderies, et construisirent leur château de la « Grande Commandaria » à Kolossi, près de Limassol. Grâce à eux, le vin chypriote devient réputé en Europe tout au cours du Moyen Âge. Déjà, Limassol était le centre du commerce et la vinification de Chypre. Quasiment toutes les exportations de vins étaient faites à partir de son port.
Dans La Bataille des vins, connue aussi sous le titre de Dit des vins de France, un  poème en 204 vers, composé peu après 1224 par Henri d'Andeli, le roi de France Philippe-Auguste, a envoyé partout ses messagers rassembler les meilleurs vins blancs, pour en établir la hiérarchie. Un prêtre anglais déguste les vins qui lui sont présentés, et désigne le meilleur d'entre eux, le vin de Chypre : 
Li rois les bons vins corona

Et a chascun son non dona :

Vin de Cypre fist apostoile

Qui resplendist comme une estoile.

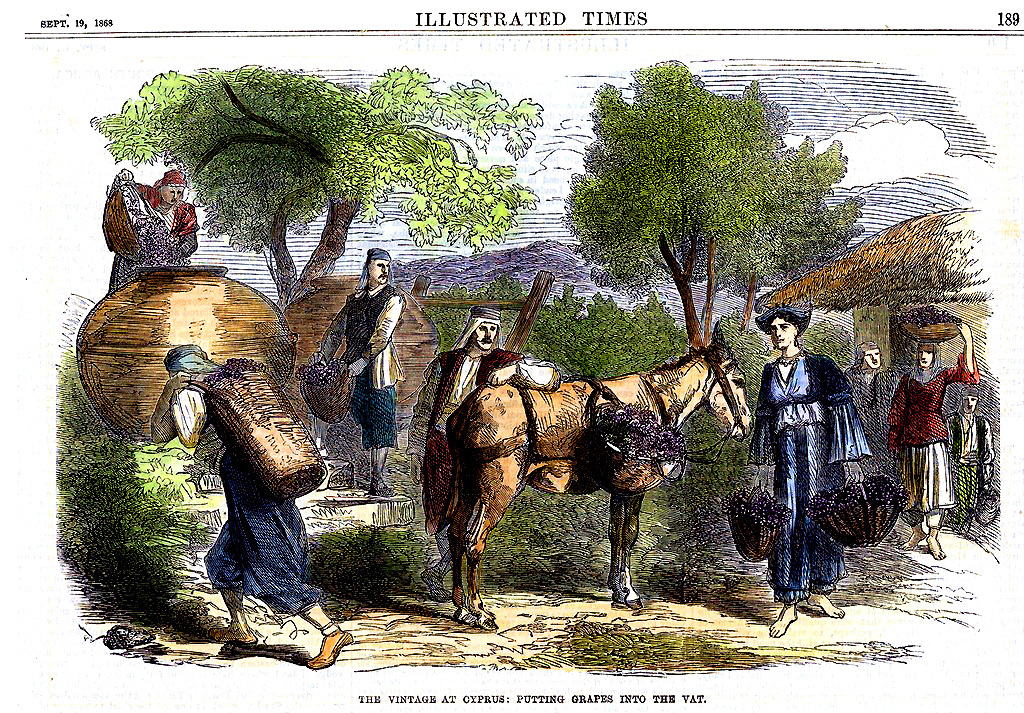
Vendange à Chypre, gravure parue dans Illustrated Times, le 19 septembre 1868

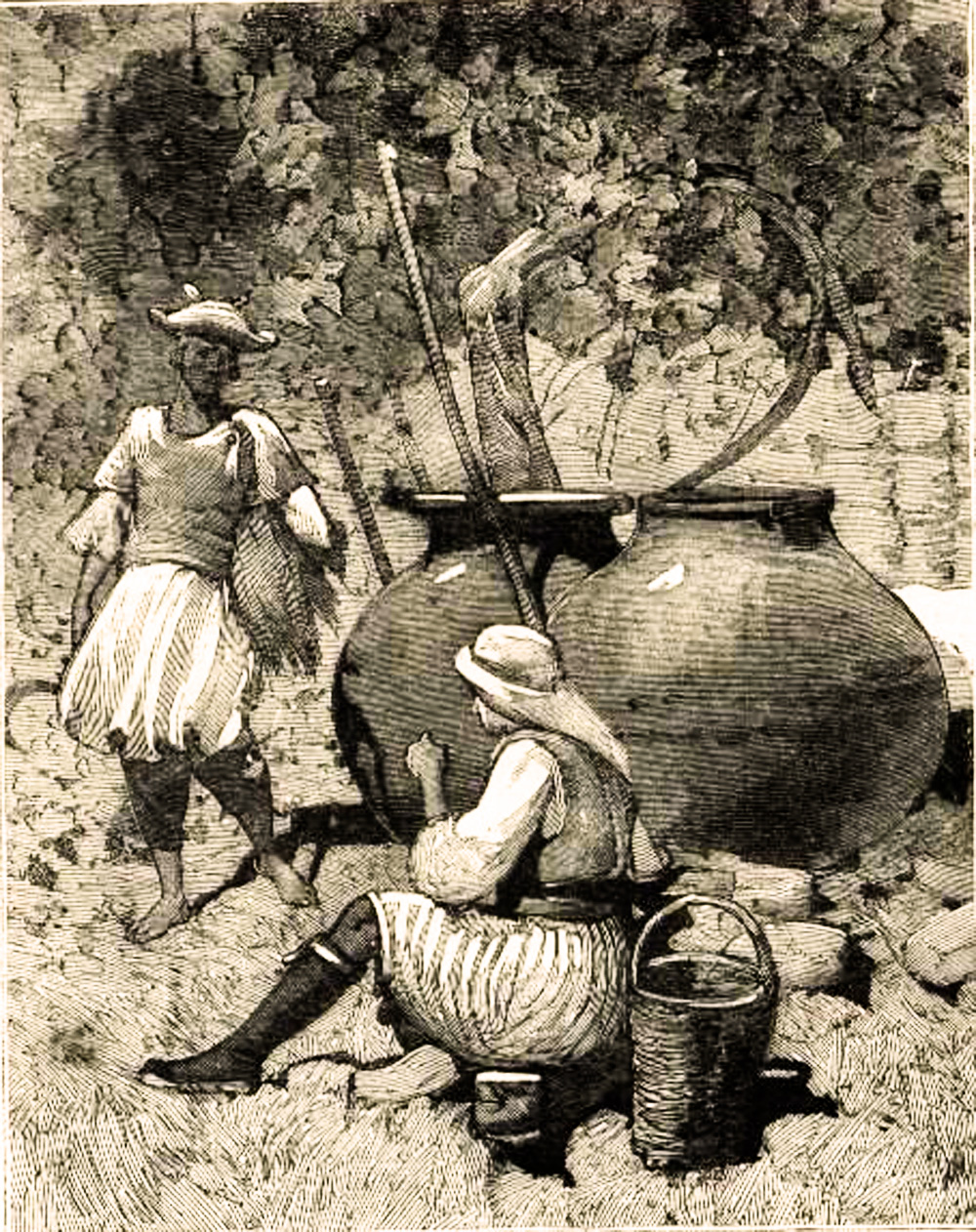
Jarres de vinification, en 1878, au château Saint-Hilarion

Pour tenter de résister à la poussée musulmane, l'île resta gouvernée pendant quatre cents ans par la maison française des Lusignan, cette dynastie qui avait assuré la richesse de Chypre, devenue une place de commerce incontournable entre l'Orient et l'Occident, fut éliminée, en 1489, par les Vénitiens qui la remplacèrent jusqu'en 1571, date de l'invasion par les Ottomans qui régnèrent en maîtres jusqu'en 1878, quand la Grande-Bretagne les en expulsa. Dans toute cette période, les vins produits furent fortement taxés par les Turcs.
La présence anglaise relança la production de vin. Les Chypriotes orthodoxes qui avaient été expulsés des terres les plus fertiles pour celles arides des piémonts, se trouvèrent aptes à développer une viticulture de qualité. Des navires, par le port de Limassol, recommencèrent à exporter du vin en fûts dans toute la Méditerranée orientale. L'île ayant échappé au phylloxéra, la demande européenne s'amplifia et des milliers de barils de Chypre approvisionnèrent l'Europe.
Restait à régler la question des taxes sur le vin. En 1889, les Chypriotes envoyèrent une délégation à Londres pour tenter d'obtenir une réduction des droits d'importation, mais sans succès. Ce fut après la Première Guerre mondiale, que la viticulture de Chypre prospéra fortement grâce aux exportations vers tous les pays que les Britanniques contrôlaient, de la Palestine à l'Égypte, du Soudan au golfe Persique, d'autant que s'y ajoutait une demande française pour le Liban et la Syrie.

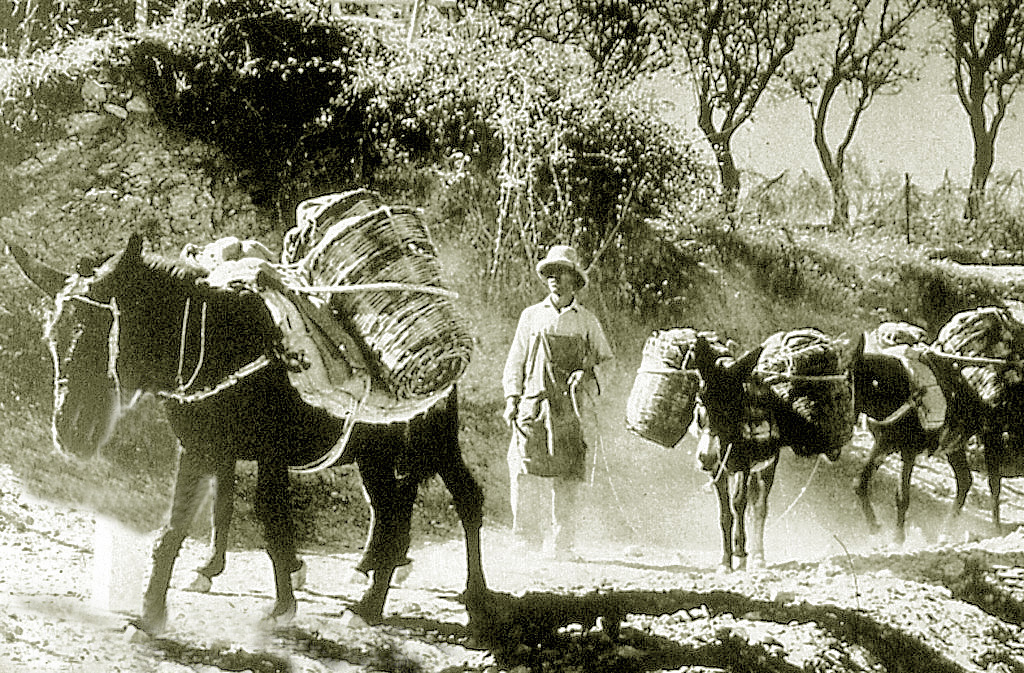
Ânes transportant les vendanges
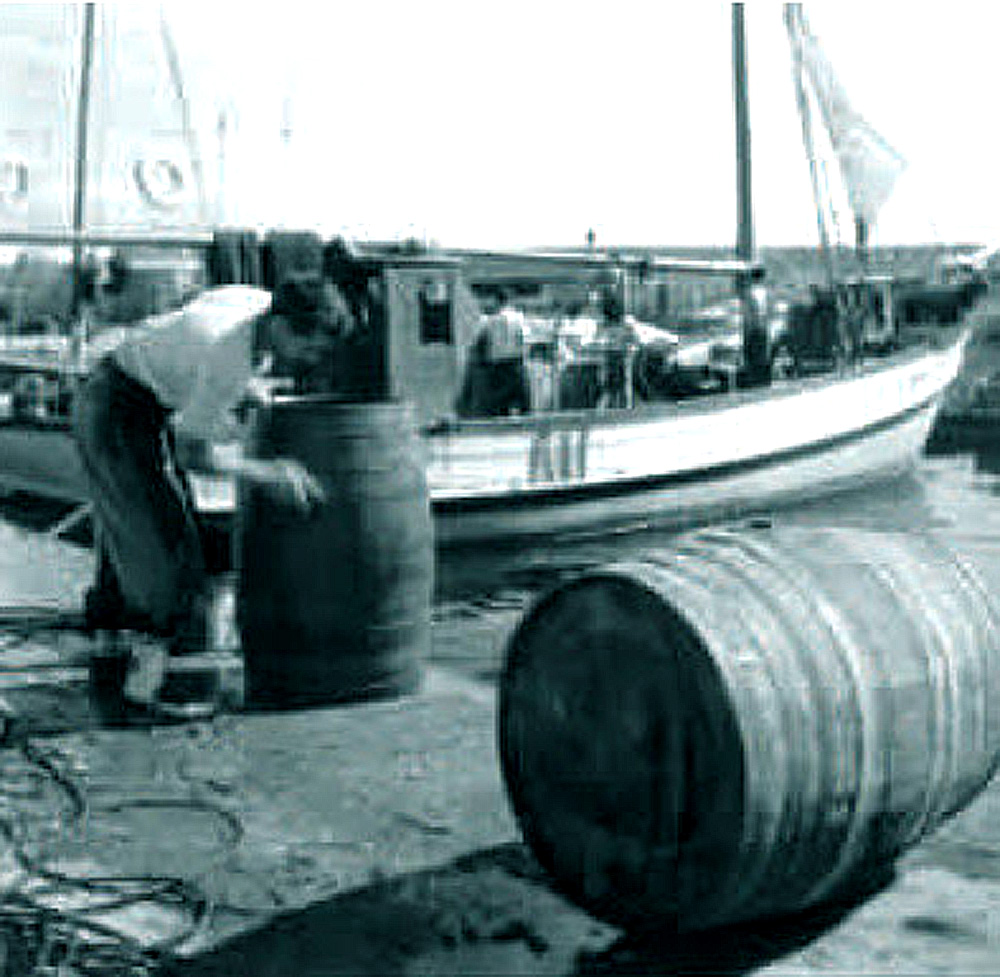
Tonneaux de vin sur le port de Limassol
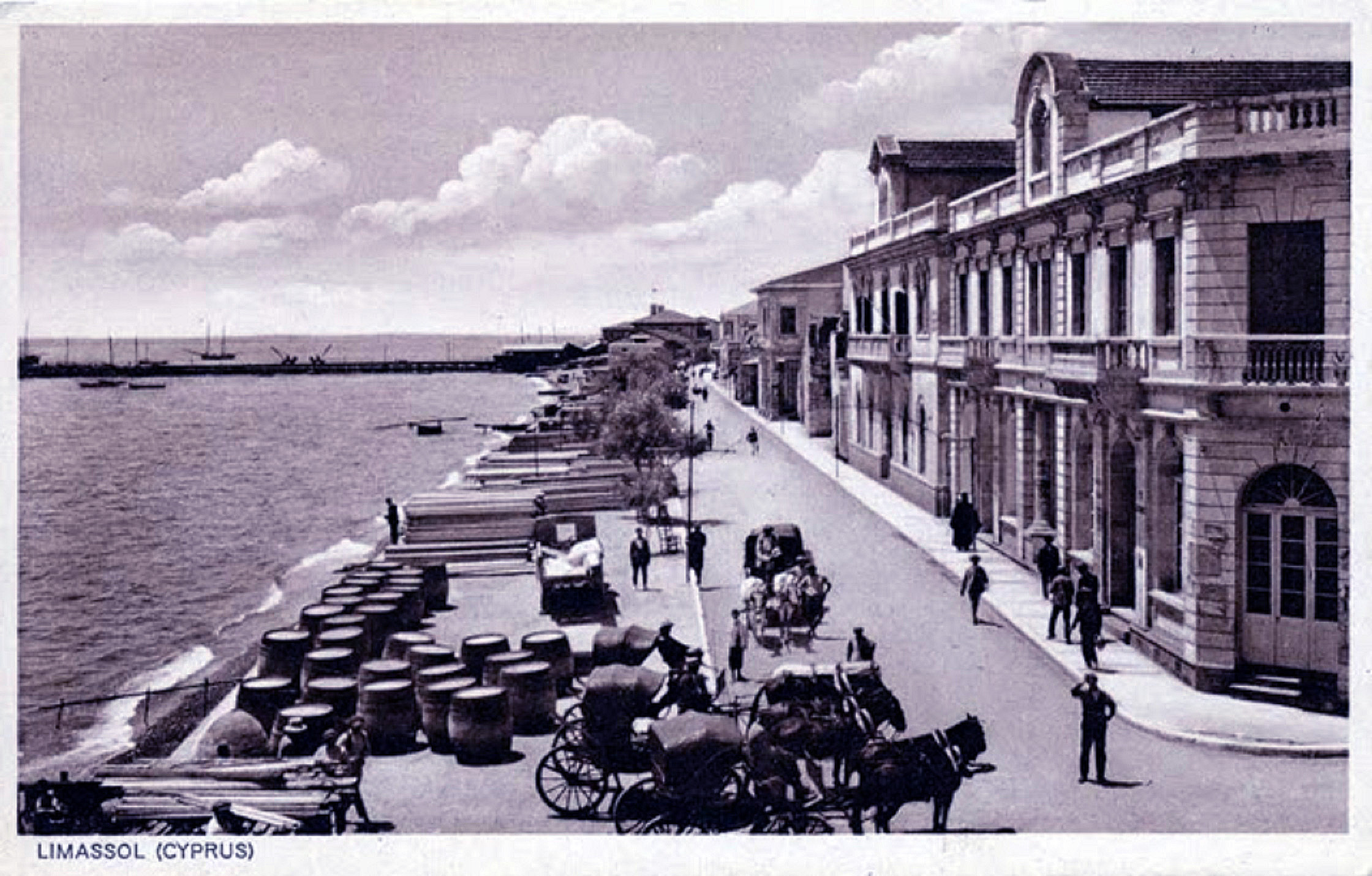
Barriques de vins entreposées au port de Limassol en 1920
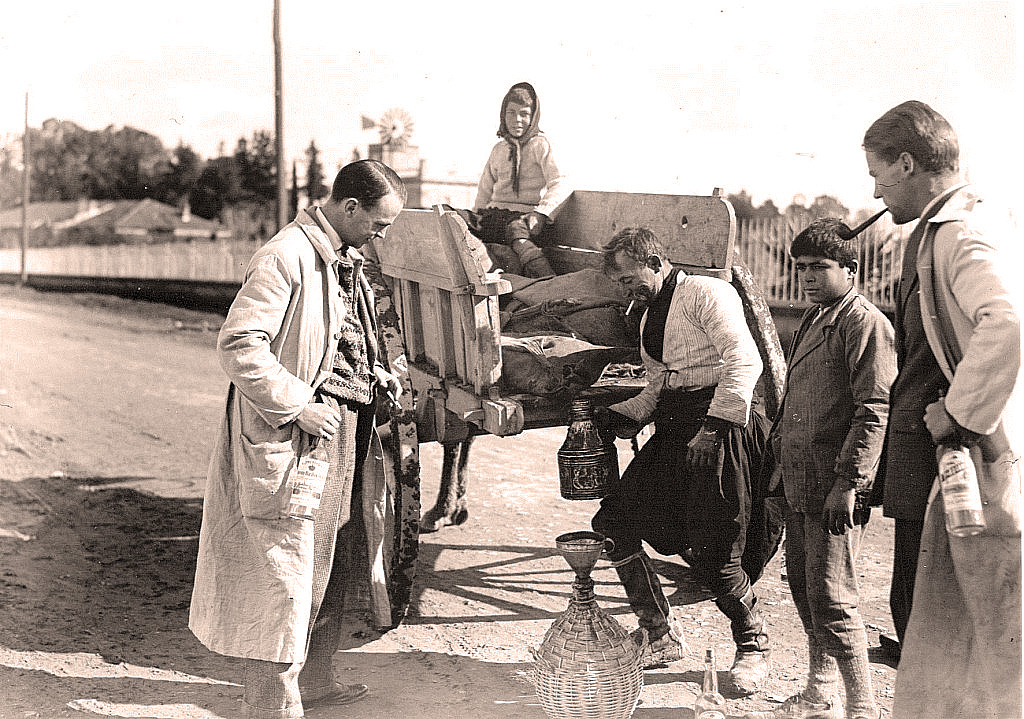
Achat de vin sur la route en 1930

Au cours de la Seconde Guerre mondiale la viticulture de Chypre prospéra en raison de la présence britannique et française dans le Moyen-Orient, qui a créé une demande pour les vins et spiritueux produits à Chypre. Par la suite, les coopératives diversifièrent leur production en mettant sur le marché toute une gamme de dérivés : jus de raisins concentré, alcool pur pour la vodka, sangria, vins de table, apéritifs, vins de dessert, vermouths. Le but est de produire des bénéfices ou des dividendes pour les actionnaires. Dans les années 1950 et 1960, la vente des vins en vrac vers la Grande-Bretagne et d'autres pays devint la règle.

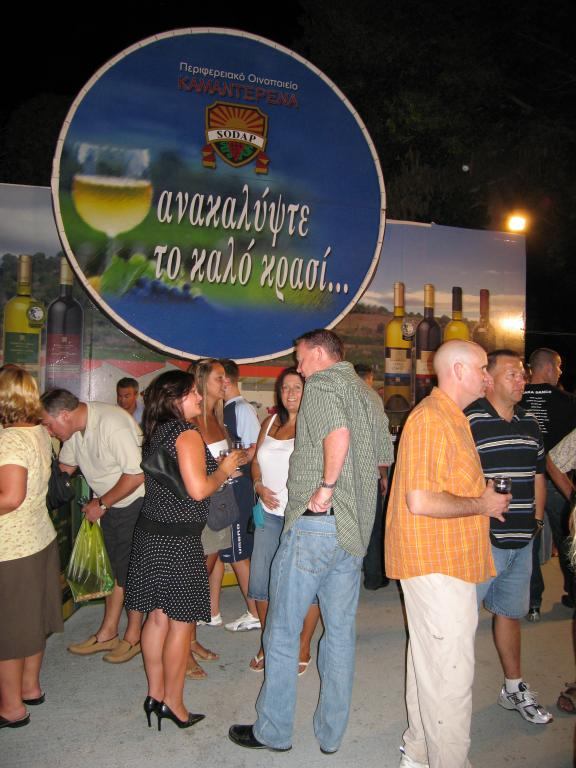
Stand SODAP au festival du vin de Limassol

Le festival du vin de Limassol a été créée un an après l'indépendance, le 7 octobre 1961. L'idée était d'offrir des dégustations gratuites et de qualité pendant plusieurs jours sans souci de rentabilité. Dès sa première édition, dans les jardins municipaux de Limassol, ce fut un succès. Depuis, il est organisé chaque année entre la fin août et le début septembre par la municipalité de la ville, le festival dure dix jours.
Dix ans plus tard, tous comprirent que la conception mise en avant par les organisateurs avait été prémonitoire, le goût des consommateurs ayant changé et l'exigence de leur part de produits de qualité, impliqua une mutation profonde de la viticulture chypriote. Furent dès lors privilégiés, comme au niveau international, les vins de qualité mis en bouteille dans le pays d'origine. On privilégia, dès lors, les vignes sur coteaux, des cépages qualitatifs (Cabernet Sauvignon et Chardonnay), des techniques viti-vinicoles modernes et un marketing adapté.
Au début des années 1980, commencèrent à apparaître des caves indépendantes pouvant mettre sur le marché de 50 000 à 300 000 bouteilles/an. La décennie suivante, le ministère de l'Agriculture créait un département spécial œnologie à Limassol. Les quatre grandes coopératives – le Big Four – prirent le train en marche, investirent, développèrent de nouveaux vignobles, plantèrent de nouvelles variétés qualitatives et remirent à l'honneur d'anciens cépages locaux. Actuellement, c'est une émulation entre toutes les caves qui mettent sur le marché local et à l'export des vins haut de gamme.
Au fil des décennies la renommée du Festival, vitrine de la viticulture chypriote, était devenue telle que l'Organisation internationale de la vigne et du vin (OIV) proposa de déclarer Limassol Ville de la vigne et du vin. Ce qui fut fait le 31 octobre 1987, au cours de l'Assemblée générale de l'Office, qui eut lieu en Italie. Le président Mario Fregoni, remit, ce jour-là, une médaille et un diplôme au maire de Limassol. Et en 2007, l'Europe et l'OIV reconnaissaient le droit aux producteurs de vins de Chypre de postuler à l'AOC. Depuis son adhésion à l'Union européenne, Chypre applique la politique viticole commune. Chaque année, quelques millions d’euros lui sont alloués pour favoriser l'arrachage de vieilles vignes, la plantation de cépages qualitatifs, la modernisation des caves et la promotion des vins.

## Situation géographique

### Géologie et orographie

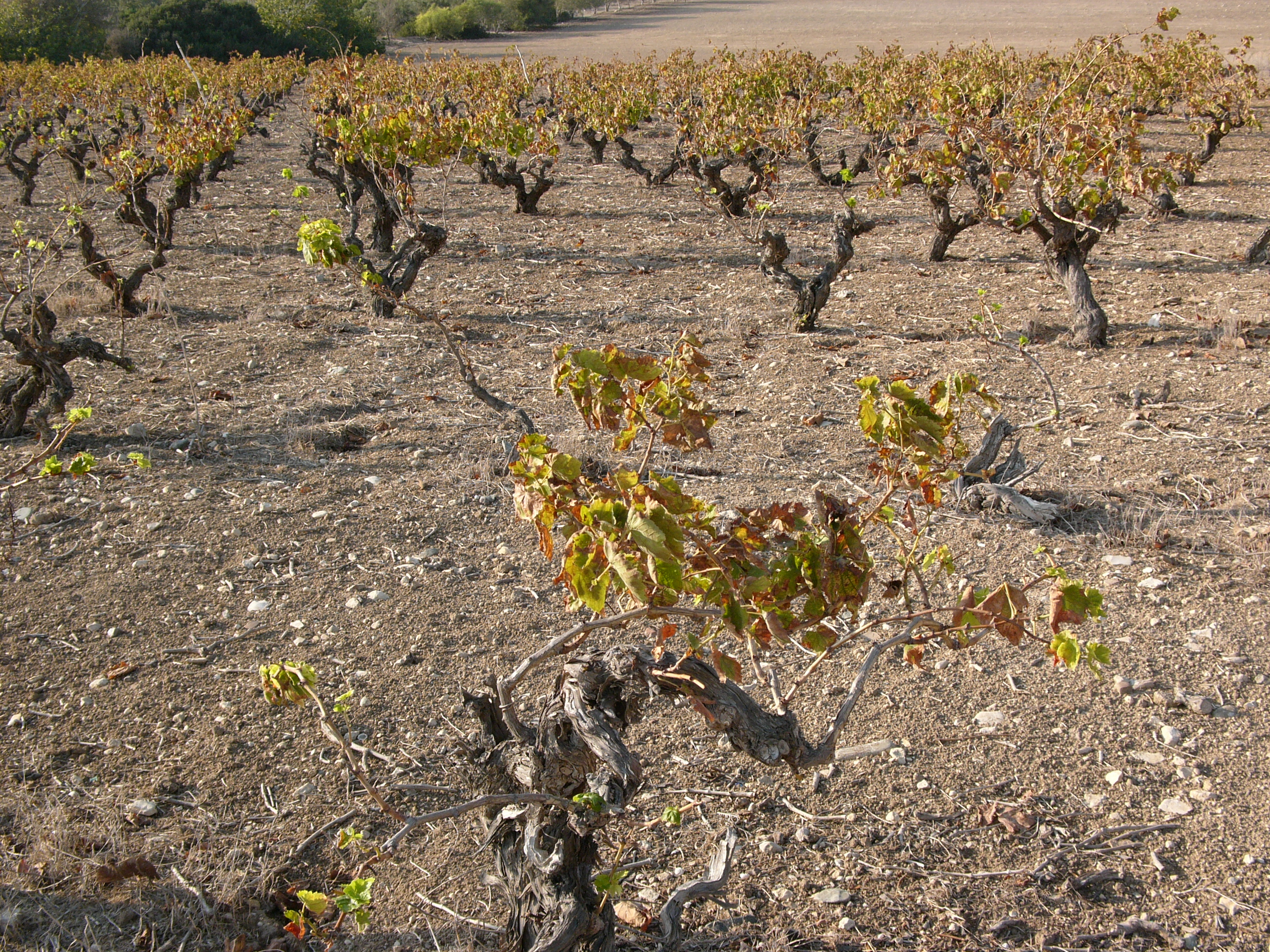
Sol volcanique près de Pitsilia

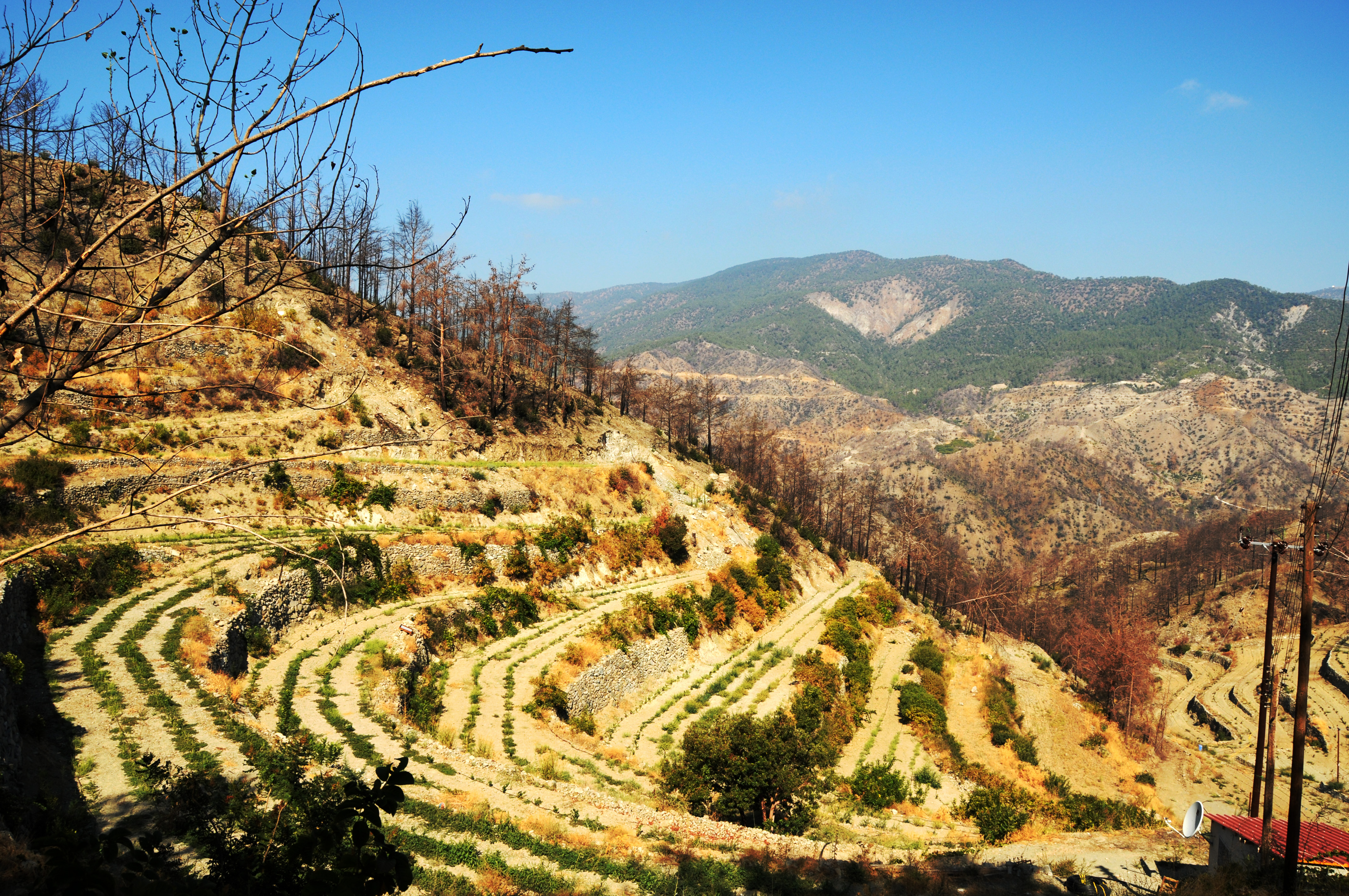
Vignoble d'altitude sur piémont calcaire à Palendria

Les vignobles se situent principalement dans le sud-ouest de l'île, ils sont plantés sur des sols calcaires, sauf pour Pitsilia et la moitié nord du terroir viticole de la Commandaria qui se trouvent sur un sol volcanique.
Les montagnes de Troodos au sud-ouest sont dominés par le mont Olympe, qui atteint une hauteur de 1 951 mètres, les vignes se situent dans les contreforts sud du massif entre 250 et 1 500 mètres au-dessus niveau de la mer. C'est le vignoble le plus haut en altitude en Europe. 

### Climat
Ce secteur de Chypre a un climat méditerranéen subtropical (classification de Köppen : Csa), avec des étés long et secs, sans précipitations depuis la floraison de la vigne jusqu'à la maturité des grappes. Il pleut seulement durant les hivers doux.
Les températures moyennes d'été se situent entre 21 °C à 37 °C dans la plaine centrale, et de 15 °C à 27 °C dans les montagnes de Troodos. D'avril à septembre il y a généralement environ onze heures d'ensoleillement par jour, et l'île a généralement autour de 340 jours de soleil par an. Les hivers sont doux, et les températures varient de 5 °C à 17 °C dans la plaine centrale et de 0 °C à 9 °C dans les montagnes. Entre décembre et mars les températures nocturnes en montagne sont souvent en dessous de zéro. Il y a de la neige sur les montagnes entre décembre et avril. Les mois les plus chauds sont juillet et août, et le plus froids sont janvier et février.
| Mois                              | jan. | fév. | mars | avril | mai | juin | jui. | août | sep. | oct. | nov. | déc. | année |
| --------------------------------- | ---- | ---- | ---- | ----- | --- | ---- | ---- | ---- | ---- | ---- | ---- | ---- | ----- |
| Température minimale moyenne (°C) | 8    | 8    | 10   | 13    | 16  | 20   | 22   | 22   | 20   | 17   | 13   | 10   | 11    |
| Température moyenne (°C)          | 12   | 12   | 14   | 17    | 20  | 23   | 26   | 26   | 25   | 22   | 17   | 13   | 15    |
| Température maximale moyenne (°C) | 15   | 16   | 17   | 20    | 23  | 27   | 30   | 30   | 28   | 26   | 21   | 17   | 22    |
| Précipitations (mm)               | 70   | 70   | 40   | 10    | 0   | 0    | 0    | 0    | 0    | 20   | 40   | 70   | 400   |

| Mois                                | jan. | fév. | mars | avril | mai | juin | jui. | août | sep. | oct. | nov. | déc. |
| ----------------------------------- | ---- | ---- | ---- | ----- | --- | ---- | ---- | ---- | ---- | ---- | ---- | ---- |
| Température minimale moyenne (°C)   | 8    | 8    | 8    | 11    | 14  | 17   | 20   | 21   | 18   | 16   | 12   | 9    |
| Température moyenne (°C)            | 13   | 12   | 13   | 17    | 19  | 23   | 25   | 26   | 24   | 21   | 17   | 14   |
| Température maximale moyenne (°C)   | 16   | 16   | 18   | 20    | 23  | 26   | 29   | 29   | 28   | 25   | 21   | 18   |
| Ensoleillement (h)                  | 5    | 6    | 7    | 9     | 10  | 12   | 12   | 11   | 10   | 8    | 7    | 5    |
| Précipitations (mm)                 | 150  | 119  | 79   | 28    | 10  | 3    | 0    | 0    | 0    | 41   | 107  | 183  |
| Nombre de jours avec précipitations | 12   | 10   | 9    | 6     | 5   | 3    | 1    | 2    | 1    | 5    | 7    | 11   |

## Vignoble

### Présentation

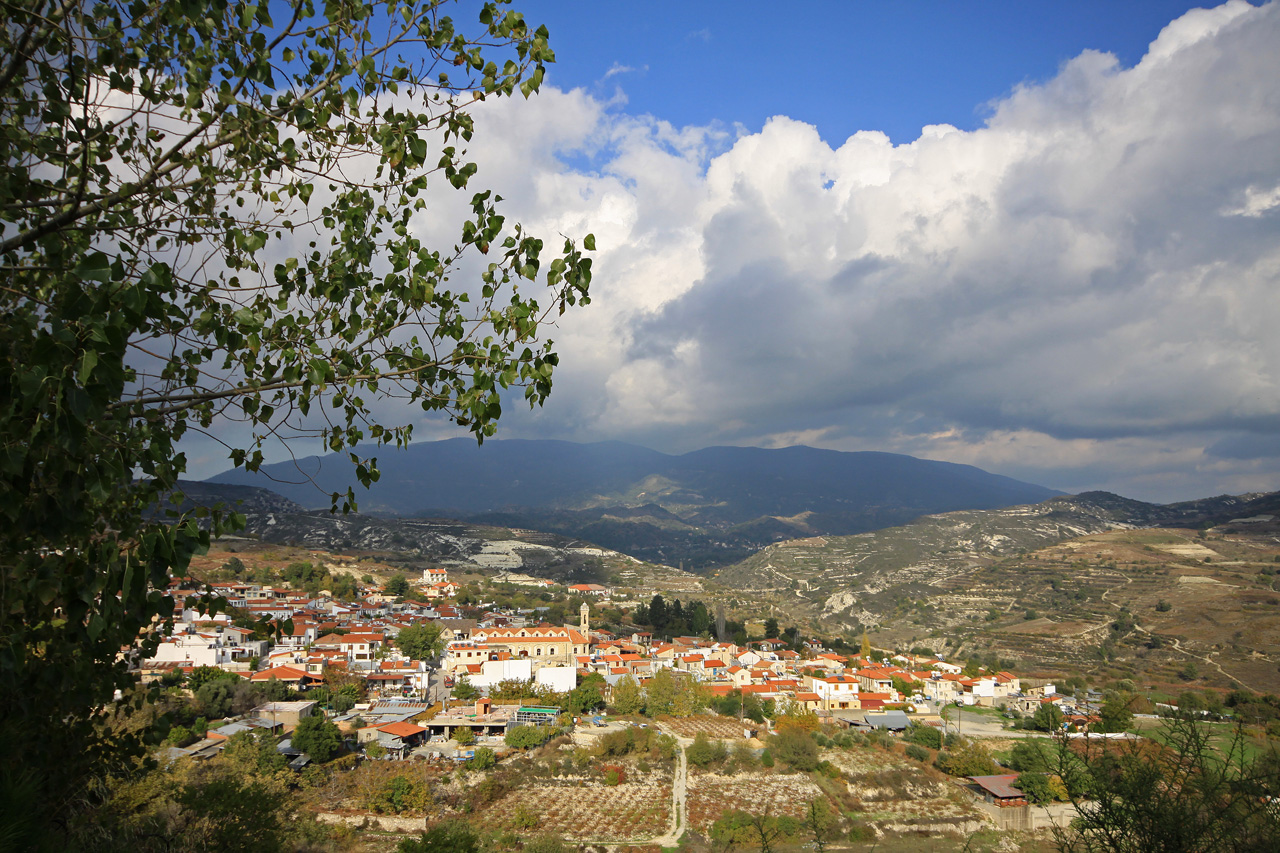
Vignoble d'Omodos dans les monts Troodos

En 2007 le vignoble couvrait 15 300 hectares et produisait 169 000 hectolitres de vin. En moins d'une demie décennie, la surface viticole a décru, se stabilisant autour de 10 000 hectares. Les volumes ont, eux aussi, fortement diminué, passant à 145 000 hectolitres.
Tandis que la cité de Limassol est reconnue comme la capitale vinicole de Chypre, le district de Limassol est le plus important centre de viticole de l'île, avec des villages comme Ayios Amvrosios, Kilani, Platres, Monagri, Arsos, ainsi que Kathikas et Vouni-Panayia, près de Paphos. Deux d'entre eux témoignent de la très forte influence de la viticulture sur leur histoire. Celui d'Omodos, à une trentaine de kilomètres de Limassol, construit autour du monastère de la Sainte-Croix dont le pressoir est l'un des plus anciens de Chypre et celui de Lofou, typique village vigneron, porte du vignoble de la Commandaria, au nord-ouest de Limassol, témoin lui aussi des traditions viti-vinicoles ancestrales de Chypre.

### Encépagement
|  |  |

Le climat permet la culture de la plupart des variétés de raisin. L'île n'a jamais été atteinte par le phylloxéra, c'est le seul pays d'Europe dans ce cas. Cela signifie que les vignes indigènes sont franches de pieds, et que certains ceps peuvent être âgés d'une centaine ou même cent cinquante ans. Le Mavro, constitue l'essentiel de l'encépagement des vins rouges, avec depuis peu, des cépages autochtones, à l'acidité plus élevée, comme le Maratheftiko et l'Ofthalmo, ce qui contribue à améliorer les rouges devenus plus aromatiques. Le Xynisteri est le principal cépage blanc autochtone. Dans les vingt dernières années, des cépages principalement venus de France, comme le Cabernet Sauvignon, le Grenache, le Carignan noir, le Chardonnay et le Sémillon, ont été introduits avec succès et sont utilisés en assemblage avec le Mavro ou le Xynisteri. La syrah a été introduite par Jean Branas, professeur à Montpellier, dans les années 1950. Elle est mieux adaptée que le merlot au climat de l'île. Actuellement, les cépages mavro (noir en grec) et xynisteri (blanc), représentent encore 46,1 % et 23 % du vignoble de cuve. 
|    | Cépage            | 2004 Culture (1 000 m²) | 2004 Quantité (kg) | % du total | 2003 Quantité (kg) | % du total |
| -- | ----------------- | ----------------------- | ------------------ | ---------- | ------------------ | ---------- |
| 1  | Mavro             | 92,140                  | 35,690,050         | 49.6       | 33,124,678         | 52.5       |
| 2  | Xynisteri         | 26,573                  | 11,102,700         | 15.4       | 6,750,800          | 10.7       |
| 3  | Carignan N        | 26,573                  | 8,894,350          | 12.4       | 7,609,261          | 12.1       |
| 4  | Cabernet          | 8,129                   | 2,446,508          | 3.4        | 1,435,575          | 2.3        |
| 5  | Malaga            | 3,786                   | 1,501,930          | 2.1        | 1,551,251          | 2.5        |
| 6  | Mourvèdre         | 2,331                   | 1,196,940          | 1.7        | 1,946,431          | 3.1        |
| 7  | Syrah             | 1,968                   | 149,750            | 0.2        | 60,656             | 0.1        |
| 8  | Ofthalmo          | 1,843                   | 1,119,800          | 1.6        | 1,122,278          | 1.8        |
| 9  | Palomino          | 1,800                   | 2,509,350          | 3.5        | 2,189,155          | 3.5        |
| 10 | Grenache          | 1,768                   | 960,611            | 1.3        | 1,007,031          | 1.6        |
| 11 | Alicante Bouschet | 1,509                   | 589,105            | 0.8        | 527,685            | 0.8        |
| 12 | Œillade noire     | 1,281                   | 526,735            | 0.7        | 500,540            | 0.8        |
| 13 | Maratheftiko      | 1,249                   | 204,660            | 0.3        | 185,961            | 0.3        |
|    | Total             | 159,076                 | 71,996,587         |            | 63,083,177         |            |

### Méthodes culturales

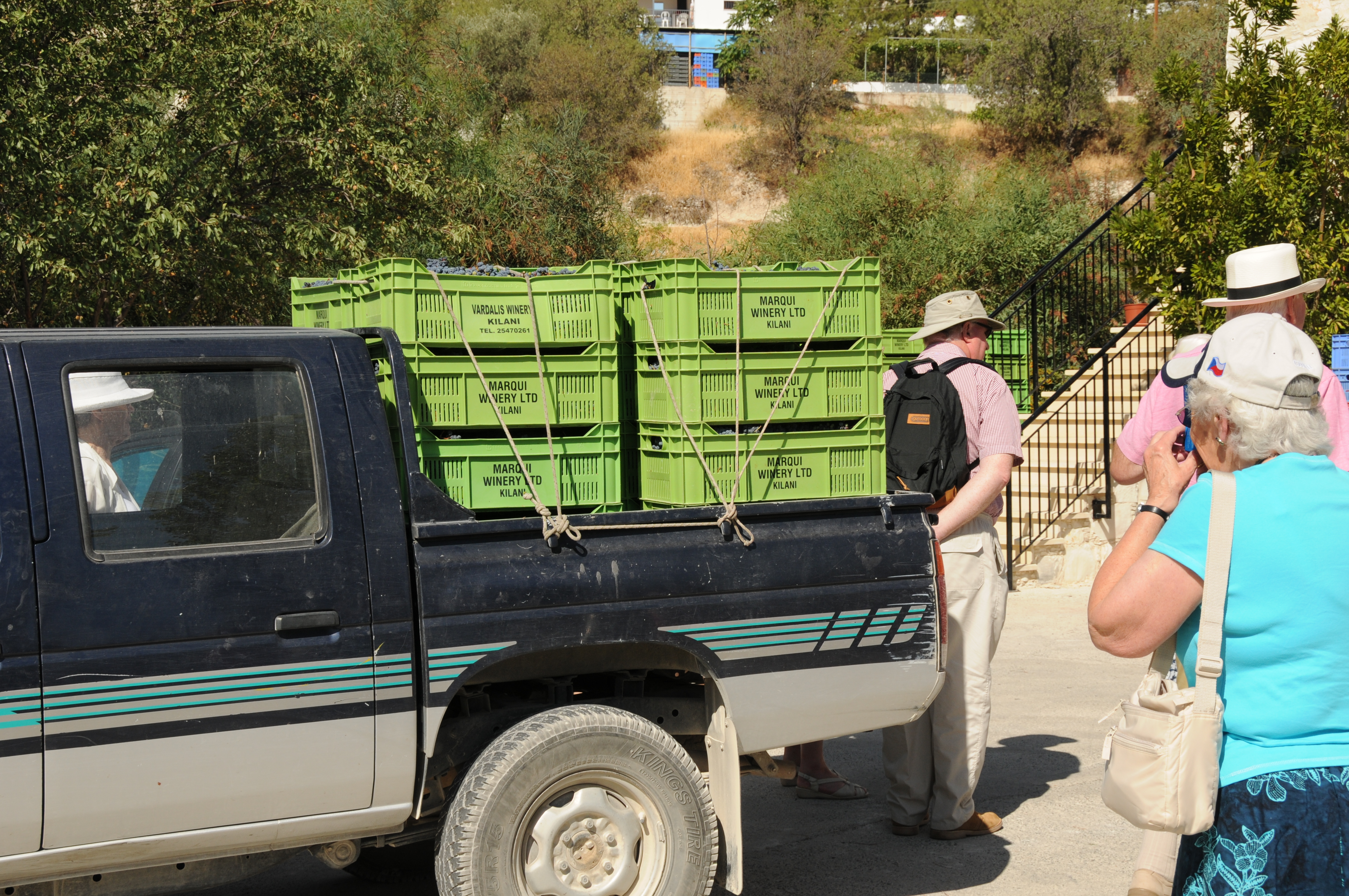
Fin août, arrivée des vendanges en petites caisses dans une cave de Silikou

Les vignes sont conduites en gobelet, sans effeuillage, leur verdure abondante protégeant le raisin des coups de soleil. Elles sont plantées à quelques pieds de distance. Différents types de palissage sont largement utilisés par les plus grands producteurs, en particulier lorsque cela est possible compte tenu de la pente du vignoble. Les vendanges, en fonction du climat et des variations d'altitude des vignobles, s'étalent entre la mi-août et le début novembre pour les secteurs de montagne.

### Rendements
Jusqu'à la fin du XXe siècle, les propriétaires fonciers qui possédaient les vignes ne produisaient pas souvent le vin. Comme ils étaient payés au kilo de raisins, ils privilégiaient les forts rendements. Actuellement, ceux-ci ont très fortement baissé et varient de 55 à 70 hl/hectare pour les vins locaux et 36 à 45 hl/hectare pour l'appellation, ce qui correspond aux normes européennes,

## Vins

### Vinification et élevage
L'Institut du vin de Limassol, fondé en 1971, met son personnel hautement qualifié, à la disposition des producteurs pour tout conseil et pour diriger des micro-vinifications à partir de toutes les variétés de raisin cultivées dans Chypre. Les tests ont démontré que les nouveaux cépages peuvent donner d'excellents résultats.
Les rouges fumés au nez, avec des notes de fruits confits, de myrtilles, sont soutenus par une bonne fraîcheur. Avec des arômes bien développés, les vins blancs sont très agréables en apéritif et en vin de table. Comme pour les rosés, l'arrivée de la maîtrise des températures dans les caves, les macérations carboniques et les pratiques œnologiques modernes permettent d'en extraire le meilleur.

Gamme des vins de Chypre
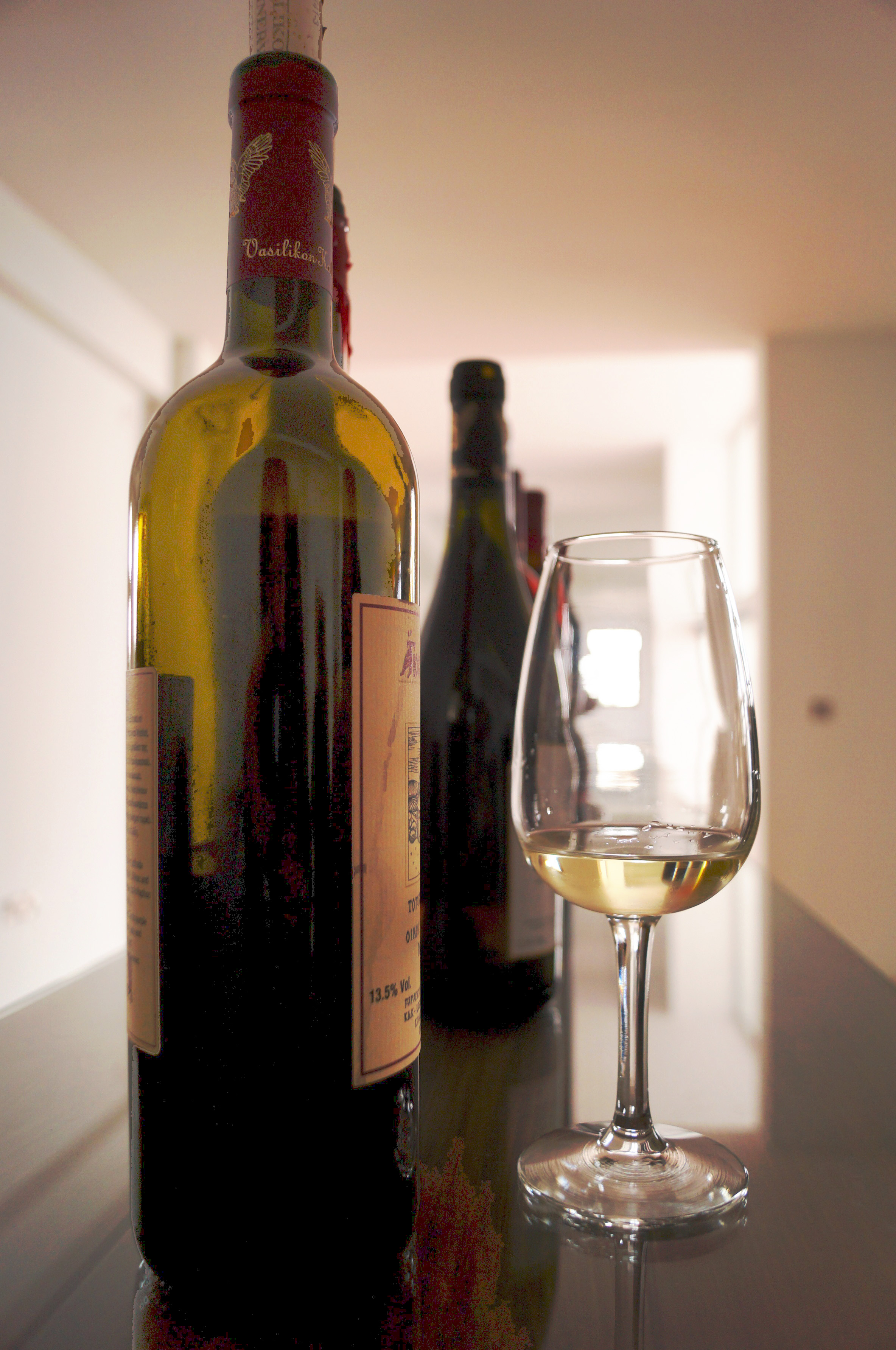
Vin blanc
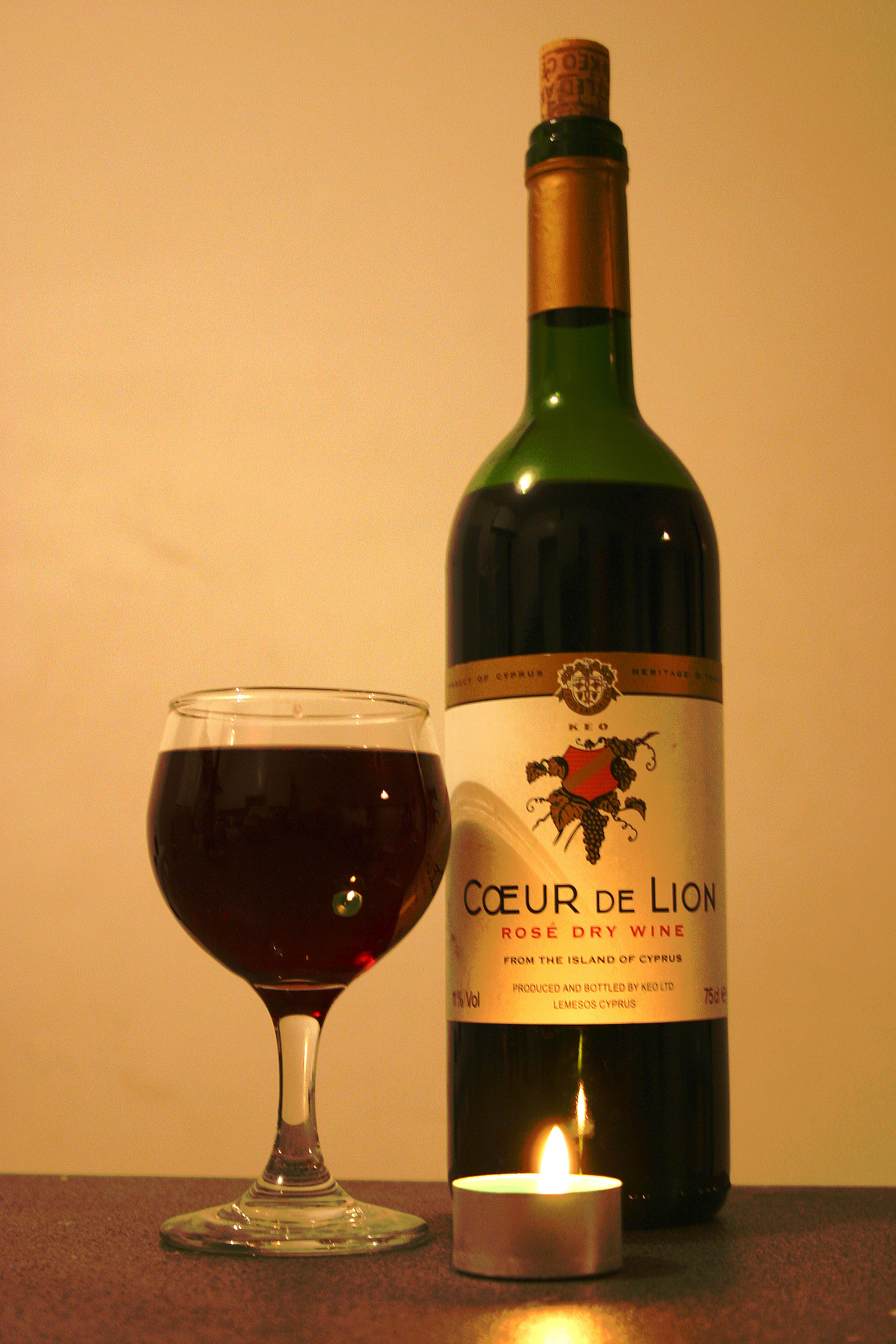
Vin rosé
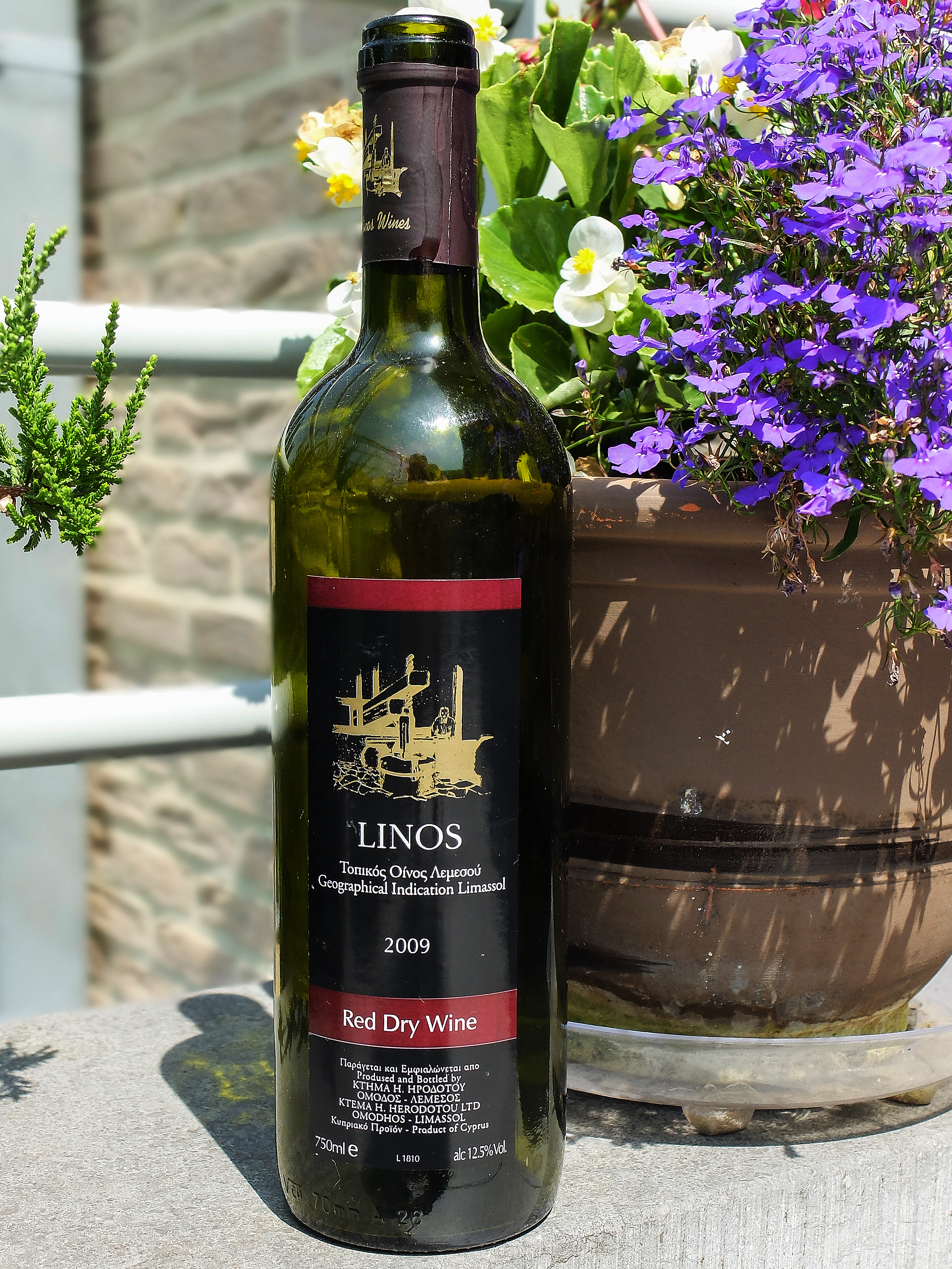
Vin rouge

### Types de vins

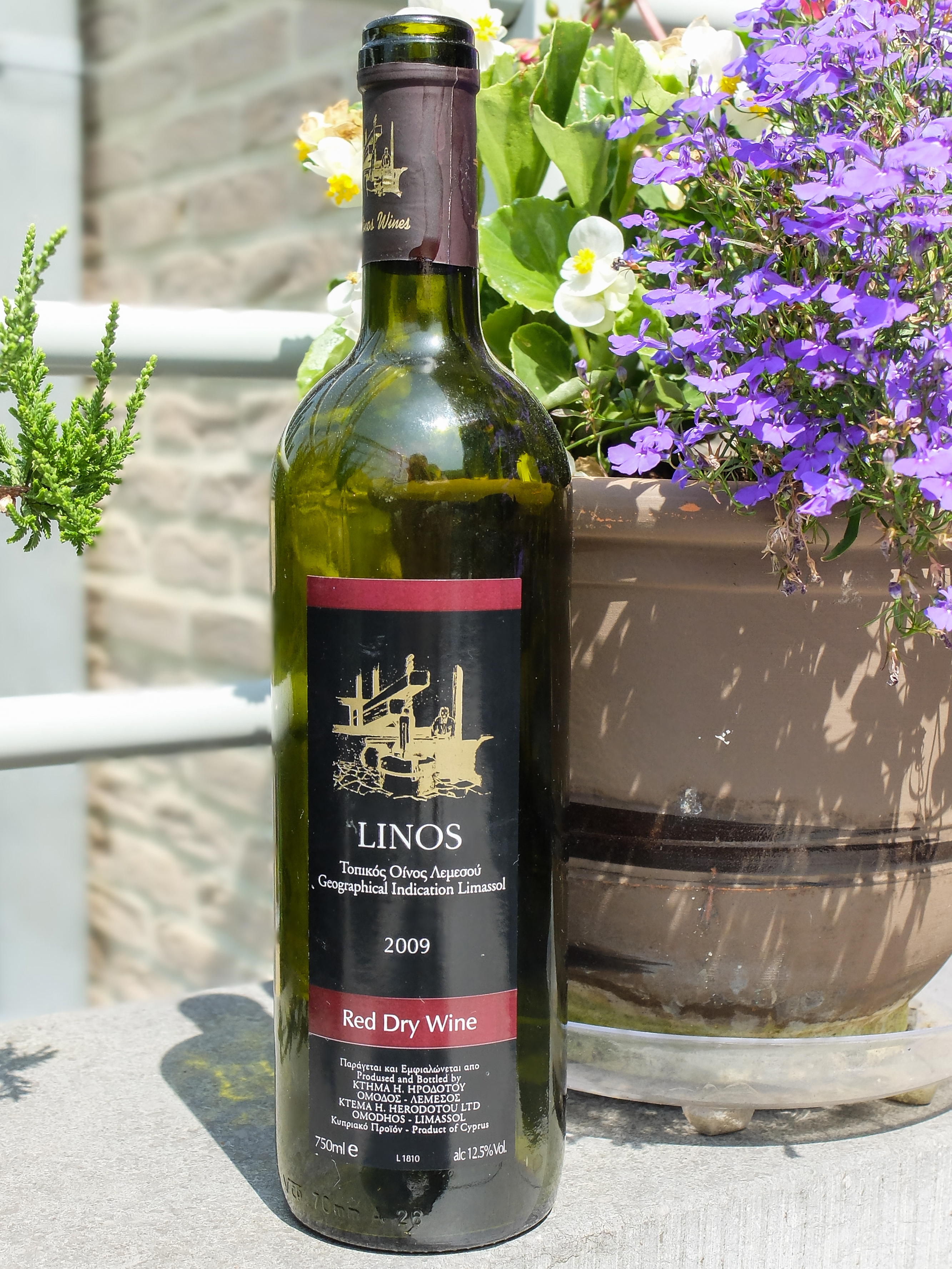
Vin de Linos, millésime 2009.

Depuis son adhésion à l'Union européenne, Chypre a intégré sa production viticole dans le système réglementé. Les producteurs de l'île proposent donc trois catégories de vin :
- Vin de table (Τοπικός Οίνος), catégorie identique au vin de table en France ou au vino di tavola italien[28].
- Vin local (Επιτραπέζιος Οίνος de Γεωγραφική Ένδειξη, E.O.Γ.Έ) qui correspond à la catégorie vin de pays française et son équivalent Indicazione Geografica Tipica en Italie. Le règlement stipule que 85 % des raisins utilisés dans la production de ce vin proviennent des régions géographiques spécifiques et de vignes enregistrées. Celles-ci doivent être âgées de plus de quatre ans. Les vins rouge et rosé doivent avoir un minimum de 11 % d'alcool et le vin blanc un minimum de 10 %. Il y a quatre zones de production : Lefkosia, Limassol, Larnaca et Paphos[26].
- Appellation d'origine protégée (Οίνοι Ελεγχόμενης Ονομασίας Προέλευσης, Ο.Ε.Ο.Π.) est la plus prestigieuse désignation et indique un vin de qualité supérieure. Là aussi, cette appellation est calquée sur l'appellation d'origine contrôlée issue de France. Les vins avec cette désignation — essentiellement la commandaria — doivent provenir de vignes  situées une altitude supérieure à 600 ou 750 mètres en fonction de l'emplacement. Elles doivent être âgées de plus de 5 ans. Il existe d'autres règles qui régissent les cépages et les conditions de vieillissement[27].

### Gastronomie

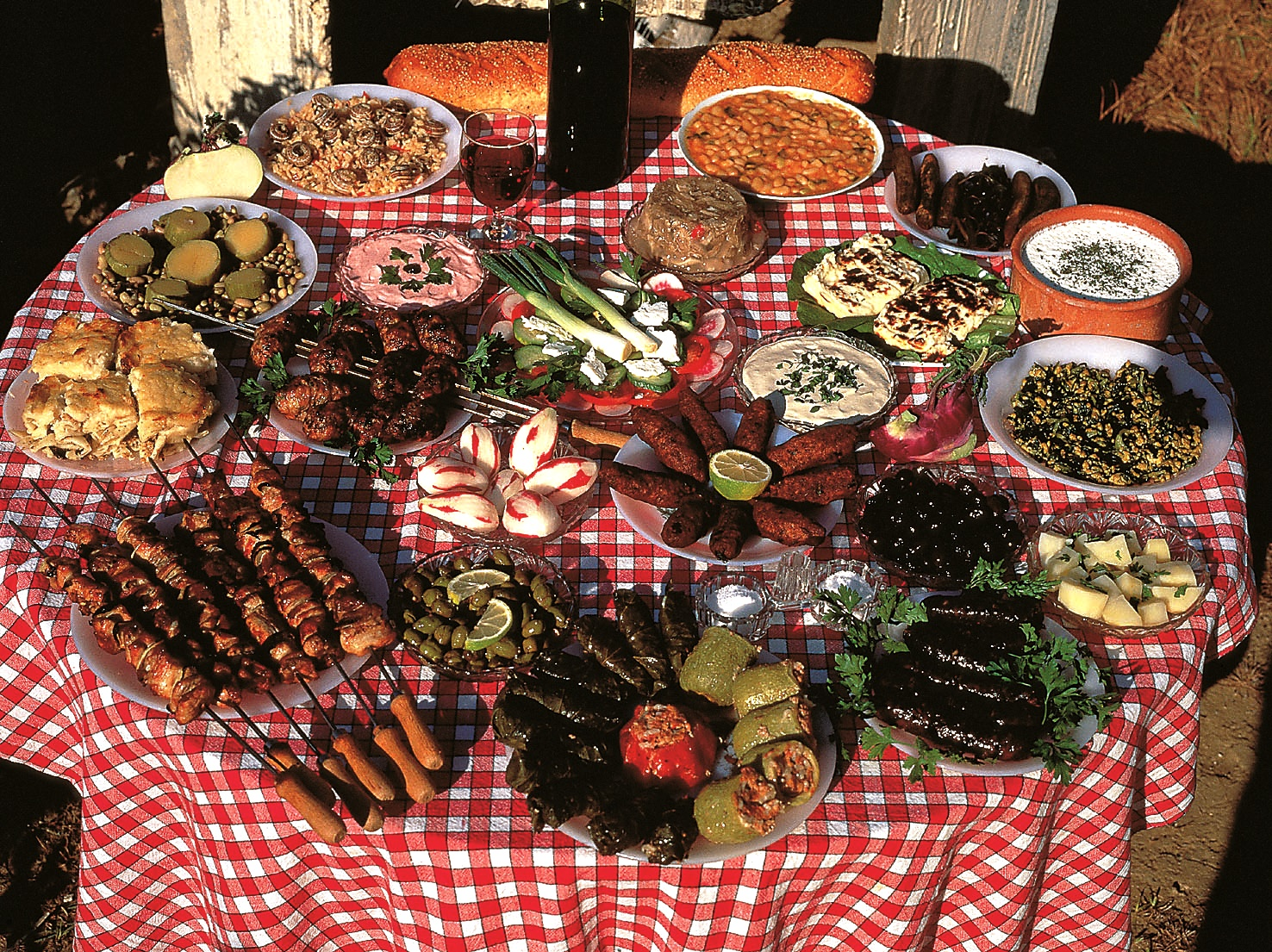
Le mezze.

La cuisine chypriote est riche et variée. C'est un melting pot des apports grec et turc. La grande spécialité de l'île est le mezze (hors-d'œuvre variés), emblématique de la gastronomie levantine. Il comporte entre une quinzaine et une trentaine de mets présentés sur des petites assiettes et servis avec du vin rouge. Ce vin est le compagnon parfait de cet ensemble de mets, véritable repas complet, servi dans chaque taverne des villages de montagne.
Une autre spécialité incontournable est l'afélia, un mets succulent, fait à base de filet de porc, mariné dans du vin rouge, avec des graines de coriandre, et cuit à l'étouffé dans de l'huile d'olive. Il s'accompagne soit du même vin qui a servi à la marinade, soit de vin blanc.
C'est une cuisine naturelle, issue des produits de la terre où se retrouve la moussaka, le koupepia (feuilles de vigne farcies), le kebab, l'halloumi (fromage), le daktila (dessert aux amandes), le yaourt à la menthe. D'une façon générale, le four et le barbecue sont les éléments utilisés quotidiennement dans la cuisine chypriote. Ainsi que l'utilisation courante des épices et des herbes (sauge, coriandre, mélisse, cannelle, le muscade) qui la rend très savoureuse et aromatique. Pour chaque mets, les vins locaux produits autour de Limassol font avec elle un mariage parfait. Par exemple les vins blancs accompagnent les poissons et les fruits de mer.

## Économie

### Structure des exploitations

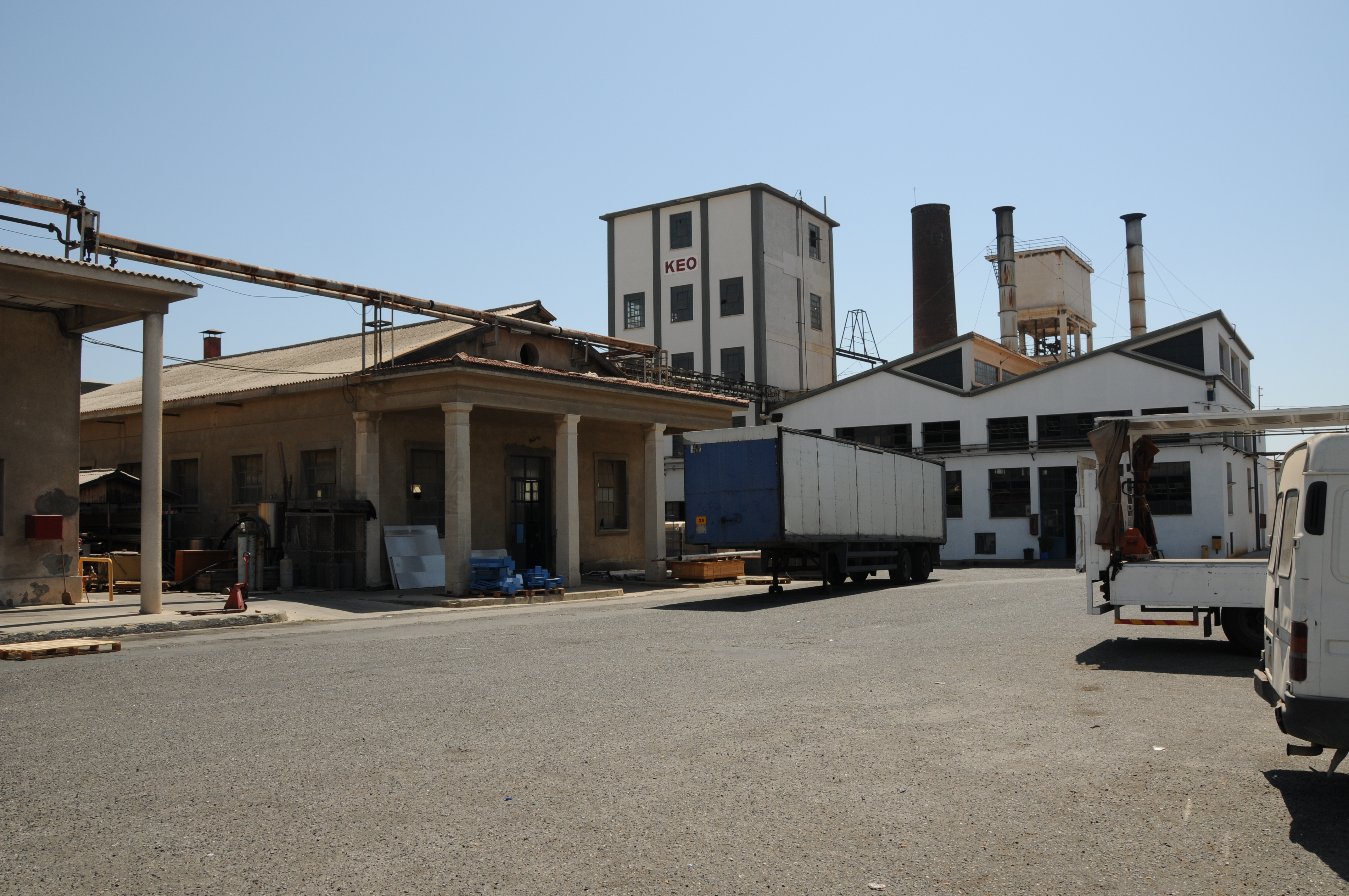
Cave coopérative KEO à Limassol

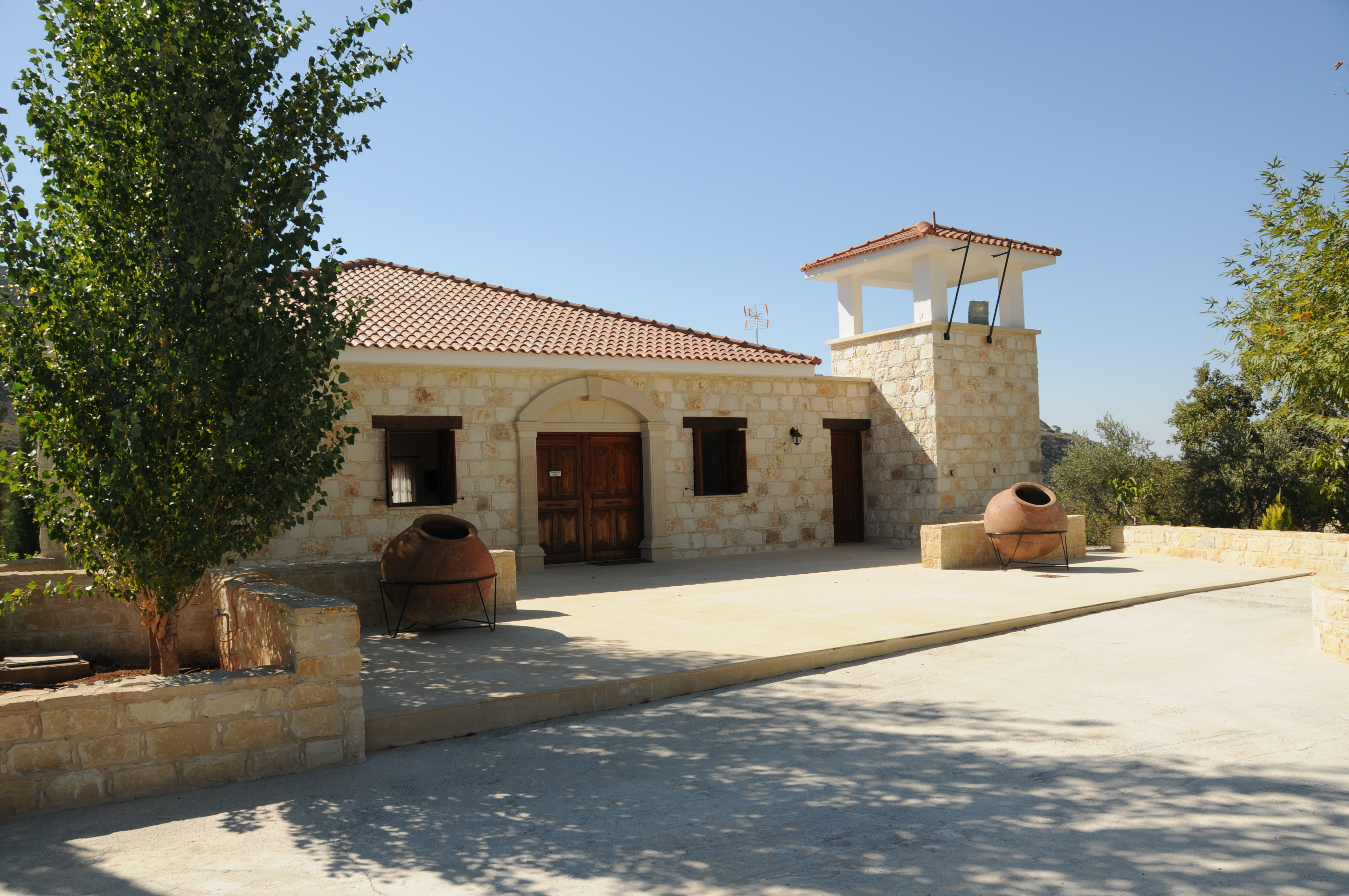
Domaine viticole à Silikou

Il y a soixante caves dans l'île. Mais environ 95 % de la production de vin de Chypre est réalisée par quatre principaux établissements vinicoles. L'importance de ces caves coopératives est due à la faible superficie de la plupart des vignobles de l'île, à certains endroits même, quelques-uns sont encore labourés par des ânes ou des bœufs. Des propriétés plus importantes se trouvent dans les régions vinicoles situées sur les versants ensoleillés sud et sud-ouest des montagnes de Troodos. En particulier dans le district de Limassol, où la plupart des villages, grâce à un environnement favorable, dû au climat et au terroir, ont des viticulteurs qui cultivent des vignobles importants. Une expérience séculaire leur a permis d'élaborer des vins très appréciés, tant sur les marchés locaux qu'à l'étranger.
Il y a actuellement une vingtaine de domaines qui ont des capacités de vinification allant de 10 000 à 100 000 + bouteilles par an. Plusieurs caves coopératives ont le potentiel à produire chaque trimestre un demi-million de bouteilles dans quelques années.

### Commercialisation

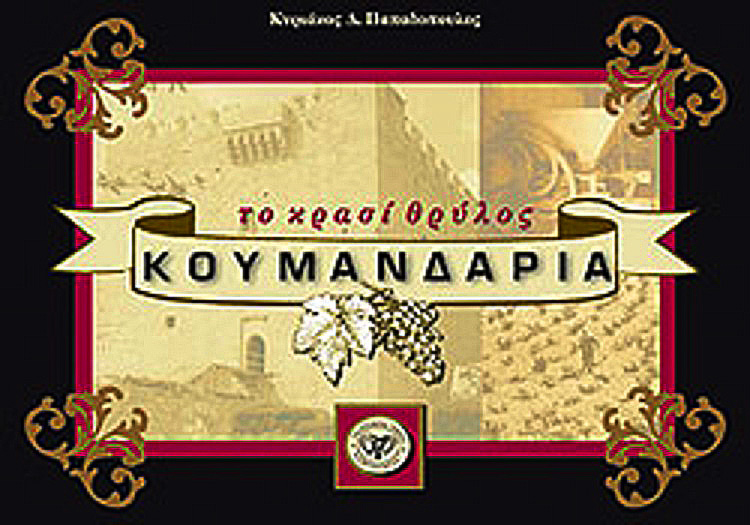
Commandaria, étiquette rédigée en grec

Chypre a longtemps été un fournisseur de grandes quantités de produits vinifiés et distillés à des pays aussi éloignés que le Japon et la Suède. Avec la mutation de sa viticulture, due à son désir d'intégrer la communauté européenne, selon l'OIV, il y a une décennie, l'île exportait moins de vin qu'elle n’en importait et sa consommation par tête, touristes compris, se situait annuellement à un peu plus de 20 litres par habitant.
Actuellement, chaque année, elle exporte autour de 1 000 hectolitres de sa production phare, la Commandaria. Les professionnels accordent désormais une plus grande importance à la promotion de leurs vins dans des marchés comme le Royaume-Uni. En outre, l'étiquetage des bouteilles a commencé à être revu afin de les rendre plus attractives et surtout plus lisibles. Comme en Grèce, souvent, elles posaient problèmes, leur rédaction en grec, ne les rendant pas accessibles à la plupart des touristes ou des consommateurs à l'export.